# Urgleptes duffyi
Urgleptes duffyi är en skalbaggsart som beskrevs av Gilmour 1961. Urgleptes duffyi ingår i släktet Urgleptes och familjen långhorningar. Inga underarter finns listade i Catalogue of Life.